# Katarzyna Tomicka
Katarzyna Tomicka z Iwna, także Katarzyna Iwińska z Tomic (zm. 1551) – polska szlachcianka, córka podkomorzego kaliskiego Jana Tomickiego i Barbary Potulickiej.

## Życiorys
24 listopada 1541 została zawarta umowa przedmałżeńska pomiędzy Katarzyną a litewskim magnatem i przyszłym wielkim hetmanem litewskim Mikołajem Radziwiłłem Rudym. Ślub odbył się 7 maja 1542. Małżeństwo nie należało do udanych. W 1548 doszło do separacji małżonków. Przyczyną niechęci Mikołaja Rudego do Katarzyny mógł być jej negatywny stosunek do szwagierki, królowej Polski Barbary Radziwiłłówny. Złe pożycie Radziwiłłów odbiło się szerokim echem w Rzeczypospolitej, gdyż Katarzyna była krewną podkanclerzego koronnego i biskupa krakowskiego Piotra Tomickiego. W sprawie interweniował między innymi brat stryjeczny Rudego Mikołaj Radziwiłł Czarny, który w listach napominał krewnego, aby lepiej traktował swoją małżonkę.
Z małżeństwa Katarzyny i Mikołaja pochodziło troje dzieci:
- Mikołaj (1546–1589), wojewoda nowogródzki;
- Krzysztof Mikołaj Piorun (1547–1603), hetman wielki litewski;
- Barbara, zmarła w dzieciństwie.

Synowie Katarzyny Tomickiej i Mikołaja Radziwiłła zapoczątkowali tak zwaną kalwińską linię Radziwiłłów, która w linii męskiej wygasła w 1669.